# 沙門詠
沙門詠（しゃもんえい、生没年不詳）は、百済から日本に帰化した僧。

## 概要
祖先は、秦の恵文王に繋がり、秦の王族である参（昭襄王の弟）が高陵に封ぜられたことから、高陵君となり、子孫は高陵氏を称した。漢高祖の時、諫議大夫の高陵顕を輩出するが、後漢末期の高穆の時に戦乱を避けて朝鮮半島の楽浪郡に移住した。669年、沙門詠が百済から日本に帰化した。
『続日本紀』によると、天智天皇二年（669年）に沙門詠が百済から日本に帰化し、それが高丘比良麻呂の祖父であるとしている。以上から、高丘氏は沙門詠の子孫の一族であるとされる。
沙門詠の子、楽浪河内（さざなみかわち）が高丘連の氏姓を賜る。

## 系譜
- 子：楽浪河内[4]
- 孫：高丘比良麻呂[4]